# Armand de Brignac
Armand de Brignac (также известен, как «Туз Пик» из-за своего логотипа) — бренд шампанского, производимый в регионе Шампань, продается в непрозрачных металлических бутылках. Первая бутылка выпущенная брендом была золотого цвета и украшена оловянным тузом Пик.
Шампанские вина Армана де Бриньяка производятся в нескольких винтажах как. Brut Gold cuvée является смесью нескольких сортов винограда: Пино Нуар, Пино Менье и Шардоне.

## История
На рубеже веков семья Каттье начала создавать запас вин для нового престижного проекта по выпуску шампанских вин. Первые бутылки Армана де Бриньяка Brut Gold покинули подвалы во Франции в 2006 году.
По словам самого Жан-Жака Каттье, оригинальное имя «де Бриньяка» было зарегистрировано семьей Каттье в конце 40-х — в начале 50-х годов прошлого века. Имя было выбрано его матерью, которая читала роман, символом которого был персонаж по имени де Бриньяк. Бездействующий в течение многих десятилетий бренд, был восстановлен для выпуска нового шампанского после добавления в названия имени Арман. Это было требование французской промышленной группы Comité Interprofessionnel du vin de Champagne (CIVC), чтобы избежать любых проблем с французской деревней Brigna, которая находилась за пределами самого региона Шампань.

## Шампанские вина
Все шампанские вина в портфеле — собрание трех винтажей. В портфеле Армана де Бриньяка всего пять cuvées:
Armand de Brignac Brut Gold - флагман tête de cuvée. Первые бутылки были выпущены в 2006 году. Содержит: 40 % Пино Нуар, 40 % Шардоне и 20 % Пино Менье.
Armand de Brignac Rosé - было создано в 2008 году. Цвет получается из за включения в состав 12 % красного вина, полученного от старых виноградных лоз, на которых произрастают фрукты с большой интенсивностью аромата. Содержит: 50 % Пино Нуар, 40 % Пино Менье и 10 % Шардоне.
Armand de Brignac Demi Sec - было выпущено в 2015 году. Это — более сладкое шампанское со всего 34 g/L сахара. Содержит: 40 % Пино Нуар, 40 % Шардоне и 20 % Пино Менье.
Armand de Brignac Blanc de Blancs - единственное сортовое шампанское, включающее 100 % Шардоне. Виноград поставляется исключительно с территории Шардоне, Côte des Blancs, также с Montagne de Reims. Первые бутылки были выпущены в 2008 году.
Armand de Brignac Blanc de Noirs - самый редкий cuvée из портфеля Армана де Бриньяка, меньше чем 3,000 бутылок, созданных для каждого винтажа. Содержит — 100 % Пино Нуар, из лучших деревень роста Пино Нуар. Первые бутылки продавались исключительно в Хэрродс в ноябре 2015 года.

## Виноделие
Шампанское команды Каттье, производят сыновья Армана де Бриньяка, во главе с Жан-Жаком и Александром Каттье. Начиная с давки винограда, и до того
как бутылки отправляются в подвалы, производством одной бутылки занимается команда из 18 человек. Шампанские вина Армана де Бриньяка создаются в деревне Rilly-la-Montagne в области Montagne de Reims региона Шампань. Виноград поставляется с земель общей площадью в 30 гектаров, которая принадлежит семье Каттье. Для производства шампанского используются все три сорта винограда: Шардоне, Пино Нуар и Пино Менье.

## Мнения
В феврале 2009 года испанский критик Жозе Пеньин издал свой собственный обзор Арман де Бриньяка Brut Gold. В ноябре 2009 года, журнал FINE Champagne опубликовал результаты слепой дегустации 1,000 брендов шампанского, Арманом де Бриньяк стал победителем.
В 2015 году винный критик Дженсис Робинсон оценила новые шампанские Blanc de Noirs и Demi Sec на 18/20 пунктов. В тот же самый год, Armand de Brignac Blanc de Blancs получил Двойную Золотую медаль в Сан-Франциско на Международных Винных Соревнованиях. В 2015 году Armand de Brignac Brut Gold был также награжден Золотой медалью на международных винных соревнованиях в Сан-Франциско.